# Orașul celor blestemați (film din 1960)
Orașul celor blestemați (în engleză Village of the Damned) este un film britanic SF de groază din 1960 regizat de germano-americanul Wolf Rilla. Rolurile principale au fost interpretate de actorii George Sanders, Barbara Shelley și Michael Gwynn. Filmul a fost refăcut în 1995 de John Carpenter; ambele filme sunt bazate pe romanul englezesc din 1957 The Midwich Cuckoos de John Wyndham.

## Distribuție
- George Sanders - Gordon Zellaby
- Barbara Shelley - Anthea Zellaby
- Martin Stephens - David Zellaby
- Michael Gwynn - Alan Bernard
- Laurence Naismith - Doctorul Willers
- Richard Warner - Dl. Harrington
- Jenny Laird - D-na Harrington
- Sarah Long - Evelyn Harrington
- Thomas Heathcote - James Pawle
- Denis Gilmore - Keith Harrington (nemenționat)
- Charlotte Mitchell - Janet Pawle
- Pamela Buck - Milly Hughes
- Rosamund Greenwood - D-ra Ogle
- Susan Richards - D-na Plumpton
- Bernard Archard - Vicar
- Peter Vaughan - P.C. Gobby
- John Phillips - Generalul Leighton
- Richard Vernon - Sir Edgar Hargraves
- John Stuart - Profesorul Smith
- Keith Pyott - Doctorul Carlisle